# Monestier-du-Percy
 Monestier-du-Percy  es una población y comuna francesa, en la región de Ródano-Alpes, departamento de Isère, en el distrito de Grenoble y cantón de Clelles.

## Historia
La comuna se denominó Le Monestier-du-Percy hasta el 31 de diciembre de 2022.

## Demografía
| 203 | 181 | 153 | 146 | 166 | 166 |
| Para los censos de 1962 a 1999 la población legal corresponde a la población sin duplicidades (Fuente: INSEE [Consultar]) |     |     |     |     |     |